# Mole City
Mole City — девятый студийный альбом американской инди-рок группы Quasi из Портленда (штат Орегон). Он был выпущен 1 октября 2013 года на лейбле Kill Rock Stars в США. В Европе альбом был выпущен лейблом Domino Records. Альбом был официально анонсирован группой с помощью видео-трейлера в мае 2013 года, а трек-лист и предварительные заказы стали доступны в июне следующего года.
В группе играют бывшие супруги Сэмуель Кумс (вокал, гитара, клавишные, бас) и Джанет Вайсс (вокал и ударные, из группы Sleater-Kinney).

## Отзывы
| Оценки критиков      | Оценки критиков |
| Источник             | Оценка          |
| -------------------- | --------------- |
| AllMusic             | [ 1 ]           |
| Consequence of Sound | C+              |
| Pitchfork            | 6/10            |
| Tiny Mix Tapes       | [ 8 ]           |
| Under the Radar      | [ 9 ]           |

Альбом получил положительные и умеренные отзывы музыкальных критиков. Грегори Хини из AllMusic назвал диск «Белым альбомом» (так как он сделан спустя 20 лет карьеры) и отметил, что «альбом представляет собой свободное ассоциированное путешествие по последним двум десятилетиям не только творчества Quasi, но и тех работ, которые их вдохновили. Альбом свободно дрейфует от сладкой поп-музыки до буйного рока и странных всплесков шума, никогда не задерживаясь ни на чем достаточно долго, чтобы застопориться; желанное качество для альбома длиной в час».

## Список композиций
1. «You Can Stay But You Gotta Go»
2. «See You on Mars»
3. «Blasted»
4. «Chrome Duck»
5. «Chumps of Chance»
6. «Fat Fanny Land»
7. «Nostalgia Kills»
8. «R.I.P.»
9. «Headshrinker»
10. «Bedbug Town»
11. «The Goat»
12. «Geraldine»
13. «Loopy»
14. «Double Deuce»
15. «Gnot»
16. «Dust of the Sun»
17. «Mole City»
18. «An Ice Cube in the Sun»
19. «One & Done»
20. «The Dying Man»
21. «Clap Trap»
22. «New Western Way»
23. «Beyond the Return of the Sun of Nowhere»